# Randia truncata
Randia truncata är en måreväxtart som beskrevs av Jesse More Greenman och Charles Henry Thompson. Randia truncata ingår i släktet Randia och familjen måreväxter. Inga underarter finns listade i Catalogue of Life.